# Волповское водохранилище
Во́лповское водохрани́лище (Волпянское водохранилище; бел. Воўпаўскае вадасховішча) — водохранилище руслового типа в Волковысском районе Гродненской области Белоруссии, на реке Россь. Создано в 1955 году для работы Волповской ГЭС и орошения.

## География
Водохранилище расположено на реке Россь, при впадении в неё реки Волпянка. Береговая линия слаборазвитая, образует 2 рукава — основной, вытянутый по течению реки Россь с юго-востока на северо-запад, и вытянутый с юго-запада на северо-восток рукав по течению реки Волпянка, впадающей слева возле плотины. На северном берегу левого рукава водохранилища — деревня Ковали, выше по течению Волпянки — агрогородок Волпа. Площадь водосбора 1170 км², почвы на водосборе песчаные и супесчаные, лесистость 16 % (смешанные леса). Верховья водоёма заболочены. Берега обрывистые, западные берега достигают высоты 4 м, южные-1,2-2 м. Дно песчаное и илистое. Водохранилище зарастает водной растительностью.

## Морфология
Нормальный подпорный уровень (НПУ) водохранилища — 112,5, уровень мертвого объёма — 112,4 метра над уровнем моря. Площадь водной поверхности водохранилища составляет 1,26 км². Длина 5,6 км, наибольшая ширина 0,85 км, длина береговой линии около 18 км. Наибольшая глубина составляет 5,4 м, средняя глубина 1,8 м. Мелководья (глубиной до 2 м) занимают более 60 % площади водохранилища. Колебания уровня воды до 0,5 м.